# Loto egizio
Il Loto, in egizio seshen, era il fiore della Nymphaea considerato sacro per gli Egizi, emblema di rinascita per la sua caratteristica di chiudere la propria corolla sprofondando nell'acqua la sera e di schiuderla riemergendo all'alba orientandola verso la luce del sole.
Così similmente Atum si rigenerava dopo il viaggio notturno attraverso il Nun nel suo ciclo cosmico. In Egitto il loto cresceva nelle zone paludose del fiume ed era di due tipi il loto bianco ed il loto blu. Il loto rosa comparve durante la Dinastia tolemaica.

## Mito
Per Loto primordiale o Grande Loto si intende il fiore che fu "il bocciolo che venne ad essere all'inizio" sbocciando sul "Grande Stagno" di Ermopoli. Il fiore fecondato dagli dei dell'Ogdoade generò il dio solare Atum-Ra.
Successivamente divenne simbolo di Nefertum che era in origine il loto divino emerso dal Caos.
Nel Libro dei Morti al capitolo 15 vi è scritto che dal loto nacque Ra. Nell'Inno Offerta del Loto si celebrava la potente rigenerazione di Ra durante le ricorrenze religiose di Edfu dove il dio viene chiamato il Grande Loto.
Il loto era anche rappresentato nello scettro della dea Iside come simbolo di fertilità del Nilo.

## Riti
Il mito del loto era molto diffuso e durò fino alla Dinastia tolemaica dove veniva usato nei riti e nelle offerte cerimoniali come testimoniano i numerosi rilievi nei templi e come rappresentato a Karnak dove il sovrano offriva il loto al dio Amon.
In particolare vi era una cerimonia specifica chiamata "Offerta del loto d'oro" dove il sovrano offriva un fiore di loto in oro alle divinità.
Veniva anche raffigurato nelle pitture parietali delle tombe mentre il defunto ne odorava e ne aspirava il profumo che ugualmente aveva il potere di rigenerare e nel Libro dei Morti al capitolo 81 vi è la formula necessaria per trasformarsi nel sacro fiore e consentire quindi il rigenerarsi in un'altra vita.
Anche i rizomi ed i semi facevano parte delle offerte nel corredo funerario così come spesso rappresentato sulla Tavola delle offerte.

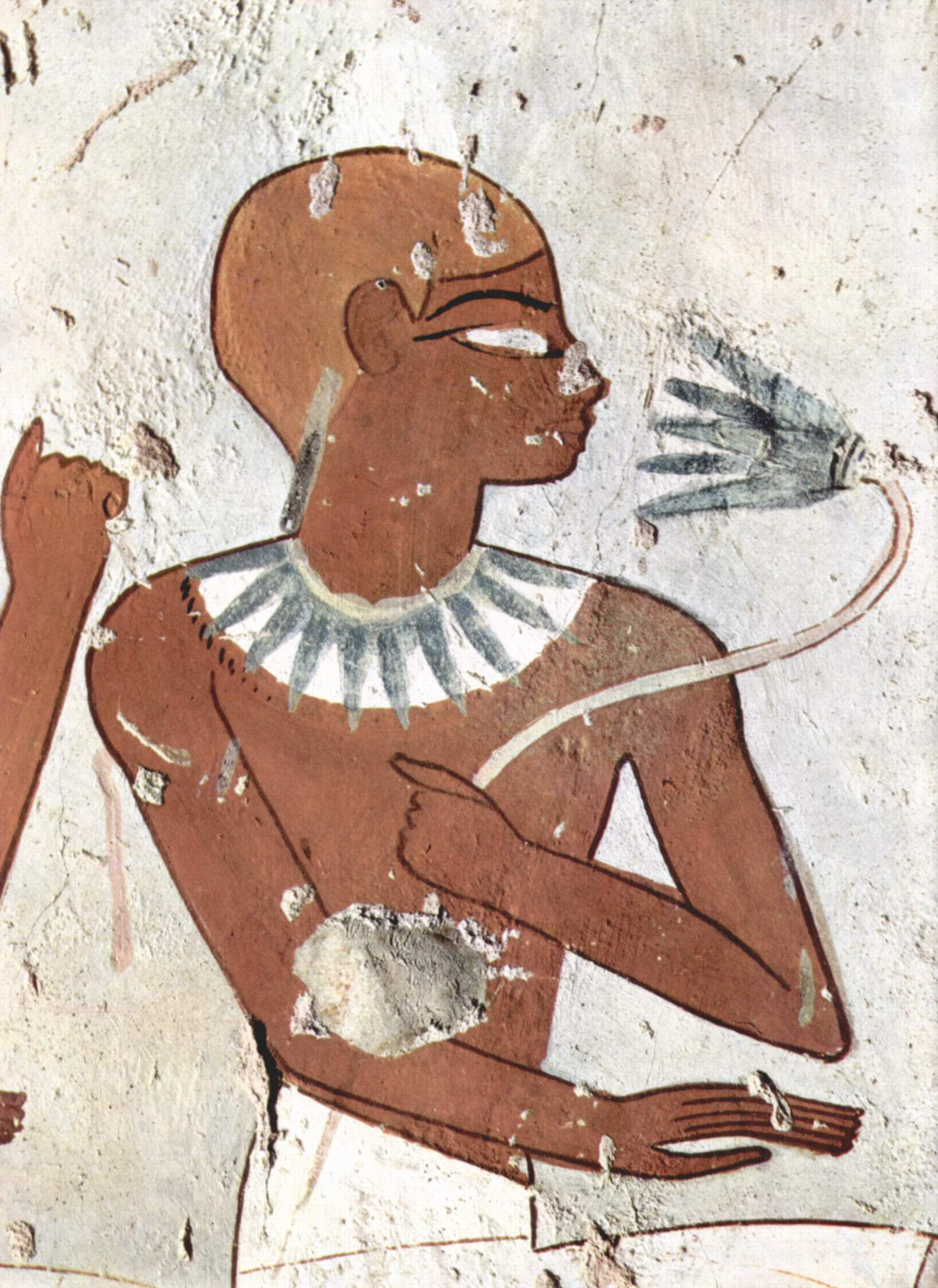
Il defunto aspira il profumo del loto
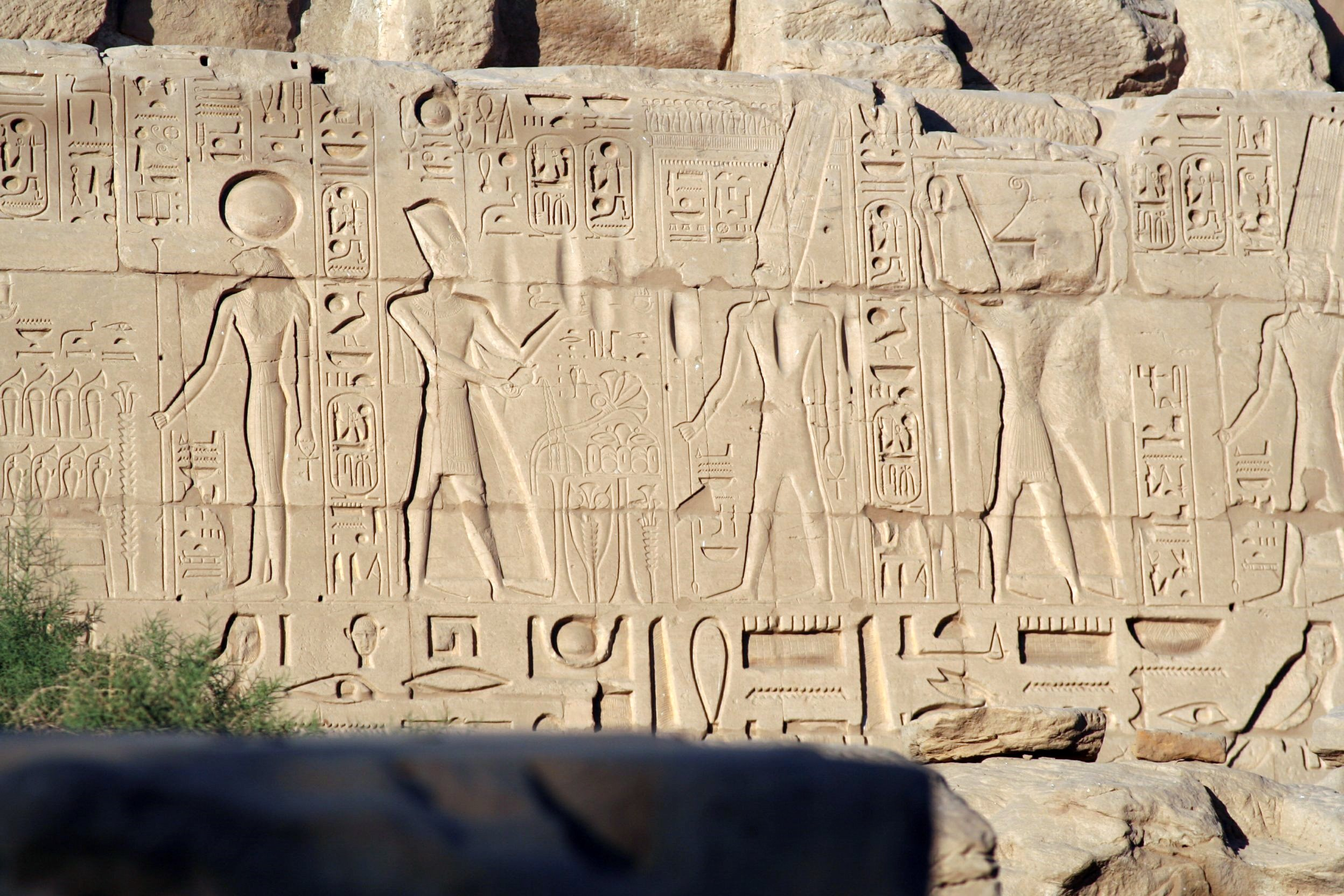
Fregio con Tavola delle offerte e fiori di loto
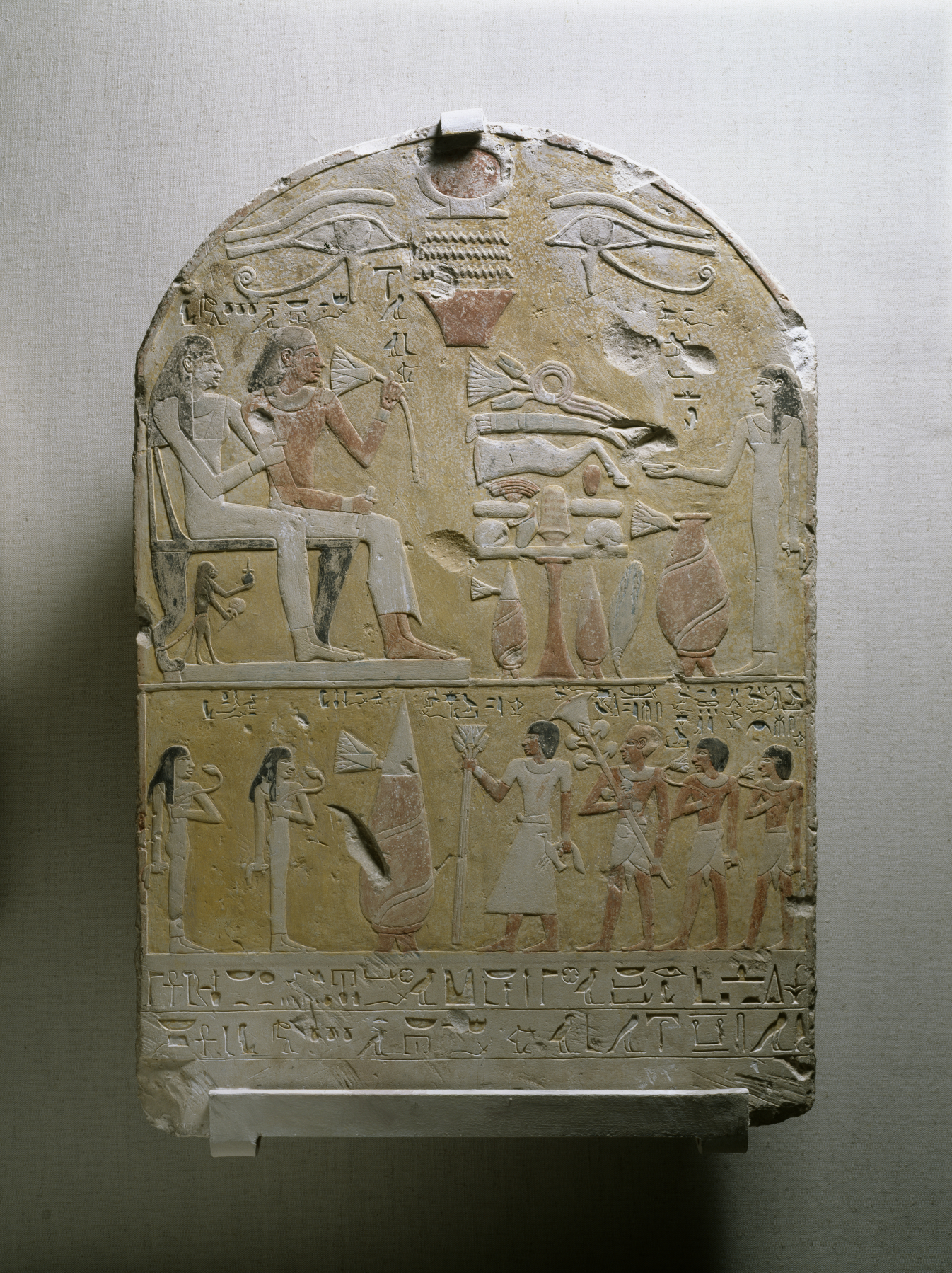
Stele funeraria con loto

## Arte
Il loto era il simbolo araldico dell'Alto Egitto e veniva sempre rappresentato con il bocciolo semiaperto, con i sepali stilizzati ed arrotondati. Veniva spesso riprodotto nei capitelli appartenenti all'ordine lotiforme e rappresentanti un fascio di boccioli.
Questi venivano rappresentati anche nell'oggettistica e nei fregi ornamentali dove i raggi del sole erano formati da fiori di loto in successione. Tipico esempio è il vasetto a fiore di loto rinvenuto a Saqqara nella tomba di Hemaka vissuto nella I dinastia all'epoca del sovrano Den ed ora conservato al Museo del Cairo.
Nella statuaria è noto il reperto rappresentante la testa di Tutankhamon che esce dalla corolla del fiore di loto.
Troviamo il loto anche sul trono appartenente al corredo funerario della regina Hetepheres II dove i lati del sedile sono formati da tre fiori legati tra loro.

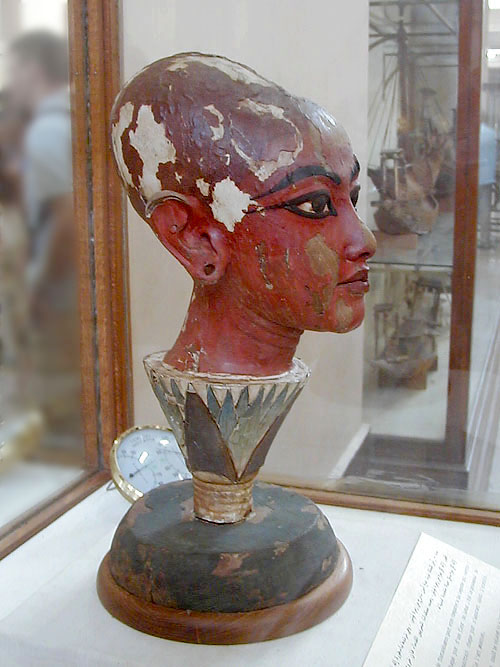
Testa del sovrano Tutankhamon che emerge dal loto
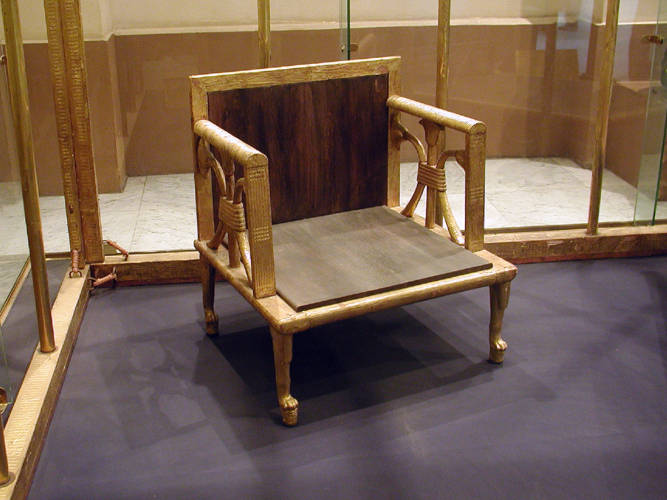
Trono della regina Hetepheres
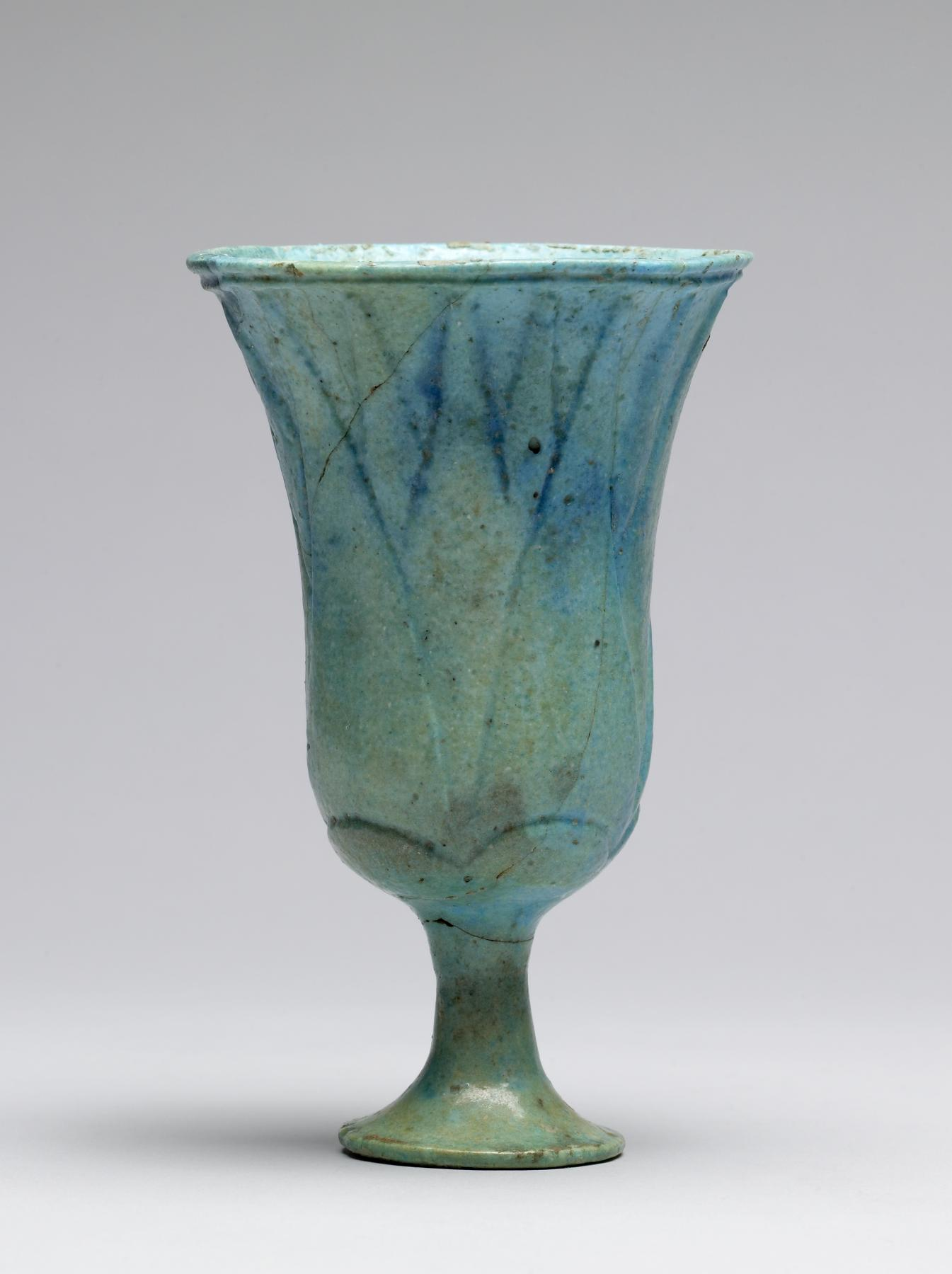
Bicchiere a forma di loto
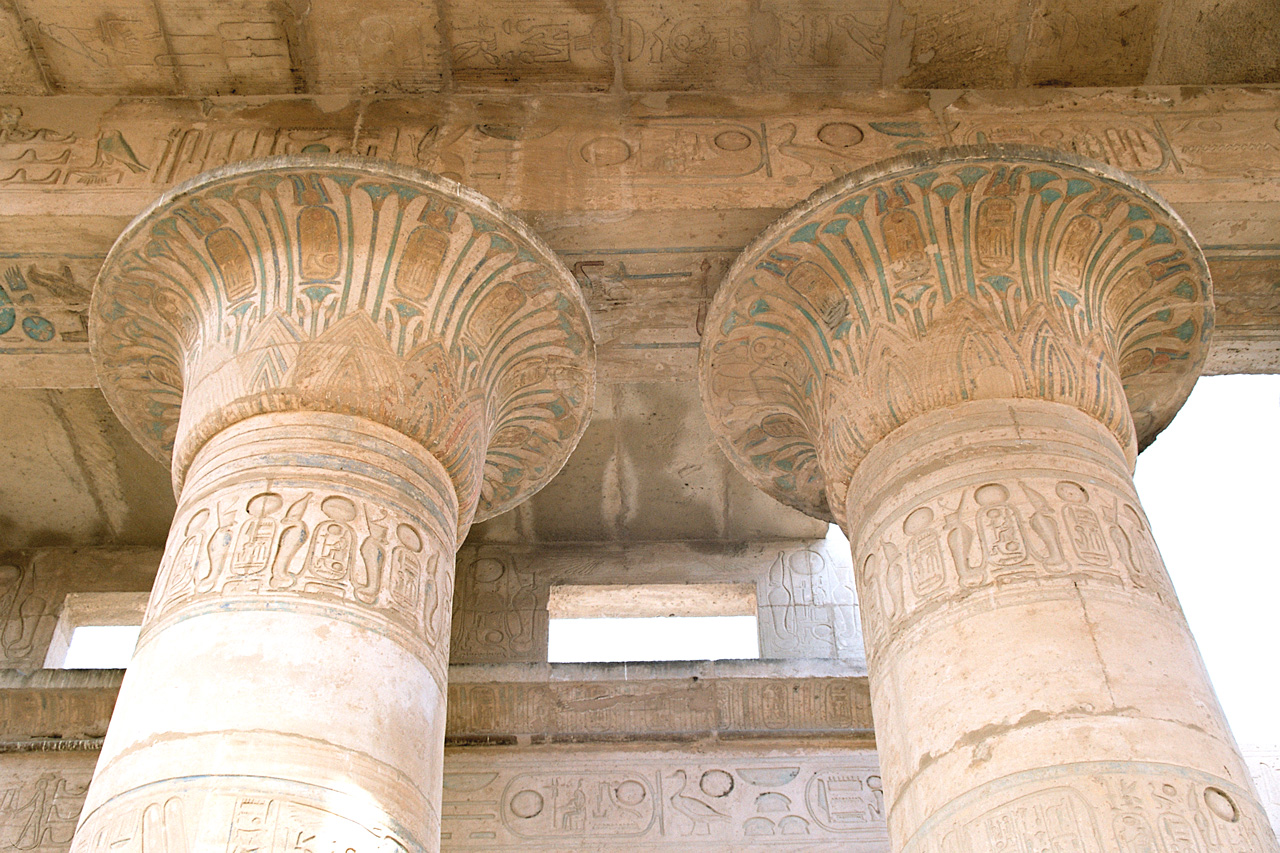
Capitelli lotiformi del Ramesseum
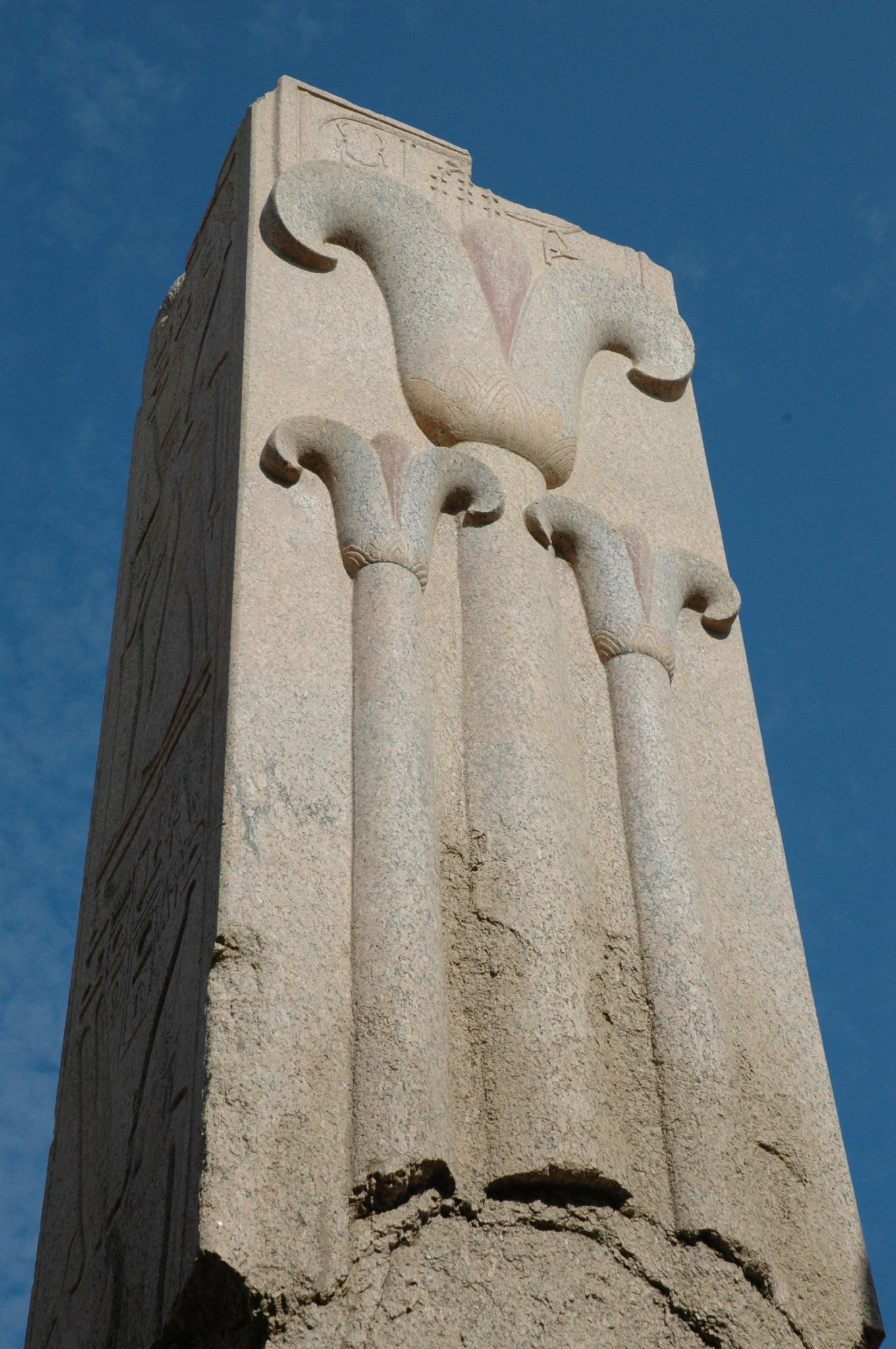
Loto simbolo araldico dell'Alto Egitto

## Usi
Il loto veniva coltivato a scopo ornamentale nei giardini e per distillarne l'olio profumato. La qualità migliore era quella del loto blu che era più profumato rispetto a quello bianco.
Veniva usato nell'abbigliamento, per adornare parrucche o per farne ghirlande.
Nella medicina, del loto veniva usato sia il fiore che la radice come sonnifero mentre nell'alimentazione venivano usati sia i rizomi che gli acheni, cioè i semi contenuti, conosciuti come fave d'Egitto.